# Saldubella hardyi
Saldubella hardyi är en tvåvingeart som beskrevs av James 1977. Saldubella hardyi ingår i släktet Saldubella och familjen vapenflugor. Inga underarter finns listade i Catalogue of Life.